# Dystrykt Kaputa
Dystrykt Kaputa – dystrykt w północnej Zambii w Prowincji Północnej. W 2000 roku liczył 87 233 mieszkańców (z czego 51,08% stanowili mężczyźni) i obejmował 18 520 gospodarstw domowych. Siedzibą administracyjną dystryktu jest Kaputa.